# Кылново
Кылново (болг. Кълново) — село в Болгарии. Находится в Шуменской области, входит в общину Смядово. Население составляет 208 человек.

## Политическая ситуация
Кылново подчиняется непосредственно общине и не имеет своего кмета.
Кмет (мэр) общины Смядово — Севи Атанасов Севев (Болгарская социалистическая партия (БСП)) по результатам выборов в правление общины.